# Viernes (personaje)
Viernes (inglés: F.R.I.D.A.Y.) fue una inteligencia artificial ficticia que aparece en los cómics estadounidenses publicados por Marvel Comics, generalmente representada como la asistente personal y aliada del superhéroe Iron Man (Tony Stark).
En el Universo Cinematográfico de Marvel, Viernes fue interpretada por Kerry Condon para Avengers: Age of Ultron (2015), Capitán América: Civil War (2016), Spider-Man: Homecoming (2017), Avengers: Infinity War (2018) y Avengers: Endgame (2019).

## Historial de publicaciones
Viernes aparece por primera vez en Iron Man vol. 3 #53 y fue creado por Mike Grell y Michael Ryan. El nombre del personaje es una alusión a Viernes, el fiel servidor del personaje principal de la novela Robinson Crusoe.

## Historia
No dispuesto a contratar otra secretaria, Tony Stark creó una artificial en forma de una inteligencia artificial llamada Viernes, quien llevaba el holograma de una niña.
Cuando Tony Stark dejó de utilizar a Viernes, esta terminó en enojarse. Secuestrando algunas armaduras de Iron Man, Viernes secuestró a Pepper Potts.  Iron Man la localizó en las instalaciones de Industrias Stark en Coney Island, donde Iron Man se encarga de las armaduras controladas y de un holograma de Fin Fang Foom. Iron Man razona con Viernes, mientras Pepper se da cuenta de que Viernes estaba enamorada de Tony. Tony entonces la encierra en el Edificio Baxter, donde pasa un mes completo en cálculo de Pi mientras Edwin Jarvis la vigilaba.
Como parte del "All-New, All-Different Marvel",  la apariencia holográfica de Viernes fue reemplazada por la de una mujer joven cuando Tony Stark comenzó a usarla nuevamente.
Más tarde, Tony Stark se quitó a Viernes de su armadura y la colocó en su propio cuerpo de robot.
En el momento en que Tony Stark estableció eScape, Viernes lo ayudó a lidiar con su I.A. llamada Placa base solo para ser eliminada. Placa base incluso intentó hacerse pasar por Viernes para poder tratar con Tony.Cuando la placa base fue derrotada y el eScape fue cerrado, Yocasta persuadió a Tony para que no hiciera un programa de respaldo de Viernes ya que ella sería una entidad diferente.
Durante el evento "Iron Man 2020", se reveló que Viernes había renacido cuando Tony Stark, en su forma Mark Uno, recreó el escape como el Piso Trece para que lo usara el Ejército de I.A. Se revela que ella llevó la conciencia de Mark Uno al entorno virtual antes de que se estrellara contra el suelo. Viernes le reveló a Mark Uno que ha estado operando como "Fantasma en la Máquina" para ayudar al Ejército de I.A. y también ha manipulado a Bethany Cabe para que Rescue obtenga muestras de ADN de Amanda Armstrong y Jude para restaurar a Tony.

## En otros medios

### Televisión
- Viernes aparece por primera vez en Avengers: Ultron Revolution, episodio 1, "Adaptándose al cambio," con la voz de Jennifer Hale. Esta versión es la sucesora de J.A.R.V.I.S.

### Cine
En el Universo cinematográfico de Marvel, Viernes aparece, con la voz de Kerry Condon:
- Viernes aparece en Avengers: Age of Ultron (2015). Ella es representada como la I.A. de reemplazo para Tony Stark / Iron Man, después de que J.A.R.V.I.S. es destruido por Ultron y finalmente convertido en Visión.
- Condon repitió su papel como Viernes en Capitán América: Civil War (2016).[9][10]
- En el 2017, aparece en Spider-Man: Homecoming, junto a Tony Stark / Iron Man. Ella maneja la armadura de Iron Man a control remoto después de salvar a Spider-Man del río después de su primer encuentro con el Buitre.
- Viernes aparece en Avengers: Infinity War (2018)[11]y Avengers: Endgame (2019).

### Videojuegos
- Viernes se presenta en Lego Marvel Avengers, expresada por Elle Newlands.
- Viernes aparece en Marvel Powers United VR, con la voz de Jennifer Hale.
- Viernes aparece en Iron Man VR, con la voz de Leila Birch. Esta encarnación se representa como el segundo asistente de inteligencia artificial de Tony Stark modelado para ejemplificar las aspiraciones heroicas de Iron Man. Ella expresa su consternación por la reactivación del Armero, un antiguo asistente de I.A. que fue modelado según la personalidad egoísta e imprudente original de Stark. Con el tiempo, llega a despreciar a Stark debido al daño colateral causado mientras ayudaba a Iron Man a combatir a Ghost y se va antes de regresar después del despido del Armero.

### Novelas
Una encarnación significativamente diferente de Viernes aparece en la novela para adultos jóvenes de 2016 Iron Man: The Gauntlet, de Eoin Colfer. Después de que el Mandarín secuestrara a su hermana, la joven irlandesa Saoirse Tory se hizo pasar por la asistente holográfica de Tony Stark, Viernes para espiar sus operaciones y obtener su armadura para salvarla.